# Инькова, Людмила Моисеевна
Людмила Моисеевна Инькова (13 июля 1931, Воронеж, Воронежская область, РСФСР, СССР) — советский и российский библиотековед, журналист, Член-корреспондент МАИ.

## Биография
Родилась 13 июля 1931 года в Воронеже. Вскоре после рождения переехала в Москву и после окончания средней школы в 1949 году поступила на факультет журналистики МГУ, который она окончила в 1954 году, после чего училась на аспирантуре там же. В 1959 году устроилась на работу в ГБЛ в качестве журналистки внутренней газеты. Одновременно с этим занимала должность заместителя главного редактора сборника Библиотеки СССР. В 1973 году защитила кандидатскую диссертацию.  В 1992 году стала редактором журнала Библиотековедение и работала вплоть до 1995 года. Начиная с 1996 года и по н.в. она работает в РГЮБе в должностях заместителя директора, ответственного редактора и автора-составителя информационного вестника Юношеские библиотеки России.